# Alessandro Starnini
Alessandro Starnini (Rapolano Terme, 11 giugno 1956) è un politico italiano.

## Biografia
Dopo la maturità scientifica, inizia a lavorare per la CNA di Siena, di cui in seguito diventa dirigente.
Membro del Partito Comunista Italiano, fin da giovane è consigliere comunale a Rapolano Terme.
Dopo le elezioni provinciali del 1990 diventa presidente della Provincia di Siena. Alle elezioni del 1995, le prime in cui il presidente è scelto direttamente dei cittadini, viene rieletto alla guida dell'amministrazione provinciale senese con l'appoggio del PDS di cui fa parte, del Patto dei Democratici, Verdi e La Rete.
Dal 2000 diventa consigliere regionale della Toscana eletto con i Democratici di Sinistra. Nel 2005 è rieletto nella lista di Uniti nell'Ulivo, che dal 2007 si evolve in Partito Democratico, partito di cui fa parte della Direzione regionale; rimane in carica fino al termine della legislatura nel marzo 2010.
Nel 2014 viene eletto consigliere comunale a San Giovanni d'Asso, restando in carica fino al termine del 2016 quando tale ente locale viene inglobato nel comune di Montalcino.
Nel 2019 viene eletto sindaco del Comune di Rapolano Terme.